# Fiat 519
Fiat 59 — легковой автомобиль, выпускавшийся компанией Fiat с 1922 по 1927 год.
Всего произведено 2411 автомобилей. Из них сохранилось 25, из которых один экземпляр является 519 моделью, а остальные — укороченные, 519 S, однако у всех этих моделей радиатор от модели 519.

## Модельный ряд
- 519, 519A, 519B, 519C & 519S 4/5S Tourer 4 двери, 2+2 сиденья
  - 519A имела более высокий радиатор и небольшие отличия в двигателе, и более удобную заднюю подвеску.
  - 519B — другой привод передних тормозов
  - 519C (C — colonial, «колониальная версия») — увеличенный дорожный просвет. Достоверно не известно о существовании такого автомобиля, хотя он встречается в каталогах.
  - 519S (S — Shorter, укороченная модель) колесная база уменьшена до 330 см, а колея — до 147,5 см.

## Спецификации
- Двигатель:
  - Объём: 4766 см³, рядный, 6-цилиндровый, диаметр цилиндров 85 мм, ход поршня 140 мм
  - Диаметр/ход поршня: 0,61
  - Цилиндры: 12 клапанов, по 2 клапана на цилиндр
  - Объём цилиндра 794,33 см³.
  - Мощность: 77 л. с. при 2600 об/мин
  - Удельная мощность: 16,2 л. с./на литр объёма,
- Колёсная база: 3300 мм.
- Передняя колея: 1475 мм
- Задняя колея: 1475 мм
- Длина: 4365 мм
- Длина/колёсная база: 1,32
- Масса: 2350 кг
- Максимальная скорость: 127 км/ч
- Мощность/масса: 32,77 л. с./на 1 тонну